# Ultraleap
La Ultraleap (nata dalla fusione di Leap Motion e Ultrahaptics nel 2019) è una società di sviluppo tecnologico startup, è specializzata nel fabbricare tecnologie di rilevazione del movimento nell'interazione fra uomo e computer.
Essa cominciò a causa della frustrazione provata nel creare modelli 3D con il mouse e la tastiera. La Leap Motion afferma che modellare creta virtuale con il Leap Motion è semplice come modellare la creta nel mondo reale.

## Storia
La Leap Motion fu fondata nel 2010 sotto il nome di 'OcuSpec', e raccolse 1.3 milioni di euro entro giugno 2011 grazie agli investimenti di capitali di varie firme fortunate fra cui Andreessen Horowitz e Founders Found e altri. Nel maggio del 2012 La Leap Motion annunciò un capitale di 12,75 milioni detto Series A founding round guidato dalla Highland Capital Partners con la partecipazione di investitori già esistenti. Dopo aver operato in maniera invisibile al pubblico fin dal 2010, la Leap Motion annunciò il suo primo prodotto, 'The Leap', il 21 marzo 2012. I dispositivi preordinati sono stati spediti all'inizio del 2013.

## Alleanze Hardware
La Leap Motion si mise in società con Asus il quale prevede di vendere notebook di fascia alta e pc all-in one con questa tecnologia nel tardo 2013.

## Tecnologia
Il Leap è una piccola periferica USB che è stata progettata per essere posta su una scrivania reale rivolta verso l'alto. Usando 2 telecamere e 3 LED infrarossi essa osserva un'area approssimativamente a forma di semisfera di circa un metro. Essa è progettata per identificare dita (o oggetti simili come una penna) con una precisione di 0,01 mm. È presente un video di dimostrazione (collegamento esterno).
Questa prodotto si differenzia dalla Kinect di Microsoft a causa dell'area di funzionamento più piccola e della migliore precisione; la kinect però è migliore da utilizzare per identificare movimenti in una stanza. In una dimostrazione al CNET viene mostrato 'The Leap' che adempie compiti come navigare in un sito web, usare il gesto pinch-to-zoom (pizzica per zoomare), disegno di alta precisione e manipolazione di dati in 3D.

## Politica nei riguardi degli sviluppatori
La Leap Motion prima di mettere in commercio il suo prodotto distribuì migliaia di unità gratis agli sviluppatori che avevano intenzione di creare applicazioni per il dispositivo.

## Data e prezzo di lancio
È stato lanciato a un prezzo di 79,99 dollari nel febbraio 2013. Chi lo aveva preordinato lo ha potuto comprare a 69,99 dollari. I dispositivi preordinati furono spediti nel marzo 2013. I dispositivi sono stati venduti in esclusiva da Best Buy a partire dal 19 marzo 2013.

## Citazione
Il CEO della Leap Motion, Micheal Buckwald definì CNET: